# برونوپولیس
برونوپولیس (به پرتغالی: Brunópolis) یک شهرداری در برزیل است که در سانتا کاتارینا واقع شده‌است. برونوپولیس ۳۳۶ کیلومتر مربع مساحت و ۲٬۳۶۸ نفر جمعیت دارد و ۸۴۳ متر بالاتر از سطح دریا واقع شده‌است.